# トゥゴルカン
トゥゴルカン（ロシア語: Тугоркан、1028年 - 1096年7月29日）は、ポロヴェツ族のハンである。ボニャークの僚友的な存在であり、ボニャークと共に、西ポロヴェツの複数のオルダを統合した。

## 生涯
史料へのもっとも早い言及はボニャーク同様、東ローマ帝国の皇女アンナの著述の中に見出される。このとき、ペチェネグ族が東ローマの統治するバルカン半島に侵入していた。1091年、東ローマ皇帝アレクシオス1世コムネノスの召集に応じたトゥゴルカンとボニャークは、軍勢を率いて東ローマの救援に赴いた。しかし東ローマ軍・ポロヴェツ軍は互いに信頼しておらず、おそらく、ペチェネグ族との会戦（レヴニオンの戦い(ru)）は、勝利したものの大混乱のうちに終わったと思われる。また、この会戦で東ローマ軍は、多くのペチェネグ族のオルダを破壊し、多数の捕虜を殺した。同盟者のこの残忍な行為におびえたポロヴェツ軍は、ドニエプル川流域のステップへと帰還した。
1093年、ボニャークと連合し、キエフ大公・スヴャトポルク2世に対する遠征を行い、勝利した。完全敗北に終わったスヴャトポルクは、1094年の和平条約で、トゥゴルカンの娘を妻とすることになった。
1095年、ボニャークと共に東ローマへの遠征軍を派遣したが、失敗に終わった。派遣した多くのポロヴェツ軍は死亡し、全ての戦利品は、東ローマ帝国軍の追撃によって奪い返された。
1096年、オレグらスヴャトスラフの子たちの引き起こしたルーシ諸公の内戦にクリャと共に参戦し、5月31日にペレヤスラヴリを包囲した。しかし、スヴャトポルク2世とウラジーミル・モノマフの従士隊（ドルジーナ）の接近に気づかず、7月19日にポロヴェツ軍は撃破された。このトルベジュ川の戦いで、トゥゴルカンは息子と共に戦死した。スヴャトポルクは、戦場から義父の遺体を見つけだすことを自分の義務と受け止め、ペレストヴォの近くに遺体を埋葬した。

## 伝承の中のトゥゴルカン
ルーシの年代記において、トゥゴルカンの名は、ボニャークと同様に、特別な嫌悪を込めて言及されている。伝承の中では、ルーシに対する悪意ある敵のように語られている。またブィリーナによって、トゥガーリンまたはトゥガーリン・ズメエヴィチという名の下に語られていた。